# Comet (Bologna)
Comet is een Italiaans historisch merk van motorfietsen.
De bedrijfsnaam was: Brevetti Drusiani, Moto-Comet, Bologna en/of Brevetti Drusiani Bologna.
Alfonso Drusiani was een bekende constructeur en verantwoordelijk voor de Mondial 125 Bialbero, waarmee in de seizoenen 1949, 1950 en 1951 de wereldtitel werd behaald.
In 1952 begon hij zijn eigen merk "Comet". Het eerste model was een 175cc-paralleltwin met dubbele bovenliggende nokkenassen, dat, hoewel het als toermodel bedoeld was, al 10 pk bij 6.000 tpm leverde en 110 km/h haalde. Het was een blokmotor met vier versnellingen, een buisframe, een telescoopvork voor en swingarm achtervering met twee veer/demperelementen. In de volgende jaren werd het model nog verbeterd, maar een verkoopsucces werd het niet. In 1953 volgde de Comet 175 Sport, die zelfs 12 pk leverde en 120 km/h haalde.
Hoewel deze machines technisch op hoog niveau stonden, pasten ze niet in de vraag van het publiek in de eerste helft van de jaren vijftig. Vooral goedkope, praktische motorfietsjes en scooters werden verkocht, en in 1954 bracht Drusiani twee veel eenvoudigere modellen uit.
Het eerste was een 175cc-eencilinder met slechts één bovenliggende nokkenas en het tweede een 250cc-tweecilinder met dezelfde bouwwijze. Van dit laatste model bouwde Drusiani een prototype met een draaiende inlaatschijf in plaats van kleppen. Ook kwam er een 98cc-tweetaktmotor met handschakeling.
In 1955 volgde een zeer eenvoudige 175cc-sportmotor, maar daarnaast ook weer een heel nieuw project: een 250cc-viertakt waarbij de gaswisseling net als bij een tweetakt via door de zuigers gestuurde poorten verliep. Ook kwam er een echte 175cc-racer met een Earles-type voorvork en een ander 250cc-model met dubbele bovenliggende nokkenassen. In 1957 werd de productie beëndigd.
Hoewel verschillende bronnen vermelden dat het merk tot in 1957 geproduceerd werd, is bekend dat er al in 1955 financiële problemen waren, en het merk was in december 1955 al niet meer te zien op de motorshow van Milaan. De modelontwikkeling wijst erop dat Drusiani zijn motorfietsverkopen vooral aanwendde om steeds nieuwe ontwikkelingen te kunnen bekostigen. In de loop van de jaren werden de handelsmotorfietsen steeds eenvoudiger, maar daardoor ook goedkoper, maar ze gingen steeds samen met nieuwe ontwikkelingen.
Voor andere merken met de naam Comet: Comet (België) - Comet (Londen) - Comet (Milwaukee) - Comet (Minneapolis).